# Iván Petrov
Iván Yefímovich Petrov (en ruso: Ива́н Ефи́мович Петро́в; Trubchevsk, Imperio ruso; 18 de septiembrejul./ 30 de septiembre de 1896greg. - Moscú, Unión Soviética; 7 de abril de 1958) fue un líder militar soviético que combatió durante la Segunda Guerra Mundial, alcanzando el rango de general del ejército (1944). Comenzó su carrera militar en el Ejército Rojo en el año 1918.
Durante la Segunda Guerra Mundial, participó en la batalla de Odesa, en la batalla de Sebastopol, en la batalla del Cáucaso, en la operación Kerch-Eltigen. En agosto de 1944 fue nombrado comandante del 4.º Frente Ucraniano, y en abril-junio de 1945, ocupó el puesto de jefe del Estado Mayor del Primer Frente Ucraniano. El 29 de mayo de 1945 se le concedió el título honorífico de Héroe de la Unión Soviética.

## Biografía

### Infancia y juventud
Iván Petrov nació el 30 de septiembre de 1896, en la pequeña localidad de Trubchevsk —en esa época situada en la gobernación de Oriol, en el Imperio ruso, actualmente ubicada en el óblast de Briansk en Rusia—. En el seno de una familia de zapateros rusos. Fue miembro del partido bolchevique desde 1918. Cursó estudios en el gymnasium masculino (escuela secundaria), estudiando en 1913 en el seminario en la ciudad de Karáchev, en el mismo óblast de Briansk, finalizando en 1916.
En enero de 1917, entró en la Academia Militar de Cadetes Aleksevsk en Moscú, finalizando el 1 de junio de 1917. Esta escuela, ubicada en Lefórtovo, en el Cuartel Rojo, fue considerada la tercera más prestigiosa de la época después de las academias de Pavlovsky y Alexandrovsky.
Después de su graduación, el 1 de junio de 1917, sirvió con el rango de suboficial, asumiendo el mando de una media compañía de infantería, en el 156.º Regimiento de Infantería de Astracán. Tras enfermar de disentería es licenciado del Ejército Imperial Ruso por cuestiones médicas. En marzo de 1918 regresó al servicio como voluntario en las filas del Ejército Rojo y un mes después se unió al Partido Comunista —en esa época conocido como Partido Obrero Socialdemócrata de Rusia (bolchevique)—.
Durante la guerra civil rusa, en mayo de 1918, participó en la represión del levantamiento anarquista en Simbirsk, en la región de Samara, en la formación de la 1.ª fuerza comunista de Samara, que participó en los combates en Syzrán, Samara, Melekes y Simbrisk, en 1919 combatió contra las tropas checoslovacas en Siberia. Posteriormente en mayo de 1920, participó en duros combates con la 25.º División de Fusileros en el frente oriental contra los Cosacos del Ural y en el frente occidental en la guerra polaco-soviética. Luego desempeñó las labores de jefe de pelotón, miembro del tribunal militar especial y comisario militar de regimiento.

### Actuación en Asia Central
Después de terminada la guerra civil, estuvo al mando de un escuadrón de caballería, dentro del regimiento perteneciente a la 11.ª División de Caballería, encuadrada en el 1.er Ejército de Caballería soviético. En la primavera de 1922 fue enviado al Turquestán donde al mando de su división, luchó contra los Basmachi.
En septiembre de 1922 fue nombrado jefe de la 2.ª Brigada de la 11.ª División de Caballería, que formaba parte del 13.ª Cuerpo de Fusileros, creado especialmente para luchar contra los Basmachí en el beydato de Matcha, en la actual Tayikistán. El 23 de septiembre de 1922, después de un devastador ataque, los soldados de la 11.ª División de Caballería al mando de Petrov derrotó a Abda-Sattar-Jan y a su ejército, con la colaboración del 13.º Ejército de Fusileros. Entre 1926 y 1931, se graduó de los cursos de entrenamiento avanzado en táctica de rifle para el personal de mando del Ejército Rojo (popularmente conocidos como curso Vistrel).
Desde octubre de 1926 estuvo al mando de un escuadrón de caballería separado de la 1.ª División de Fusileros del distrito militar de Asia Central. En 1929 toma el mando de la Brigada Turcomana del 2.º Regimiento de Caballería Turcomana. Entre 1931 y 1933 manda la 1.ª División Turcomana de Fusileros de Montaña. Entre 1933 y 1940, con el grado de Kombrig ocupó el puesto de comisario militar de la escuela unida militar (que desde 1937 pasó a llamarse Escuela de Infantería de Taskent). En la década de 1940 fue inspector de infantería en el Distrito Militar de Asia Central. Con la restauración por parte del Ejército Rojo de los rangos convencionales de la graduación de oficiales superiores (generales). El 4 de junio de 1940, fue nombrado mayor general.
Durante marzo de 1941, estuvo al mando del 27.º Cuerpo Mecanizado, constituido en Asia central.

### Segunda Guerra Mundial
Desde el inicio de la Segunda Guerra Mundial la creación del Cuerpo de Ejército finalizó su formación, y fue desplegado en raión de Briansk. El 8 de julio de 1941, el Estado Mayor soviético, sobre la base de la experiencia de los primeros días de la guerra, aceptó la división de los Cuerpos de Ejército en divisiones blindadas como nuevas unidades. El 15 de julio de 1941, el mando del 27.º Cuerpo de Ejército Blindado se disolvió fue nombrado comandante de la 1.ª División de Caballería, que en ese momento se estaba formando en Odesa.
El 20 de agosto de 1941, fue nombrado jefe de la 25.º División de Fusileros «Chapáyevskaya», con la que participó en la defensa de Odesa. El 5 de octubre de 1941, el mayor general Petrov aceptó el nombramiento de jefe del Ejército Independiente Primorskie (también conocido como Ejército Costero Independiente), ejército que tuvo un destacado papel en la defensa de Odesa y en la posteriormente batalla de Sebastopol. A partir del 14 de octubre dirigió la evacuación de las tropas soviéticas de Odesa a la península de Crimea. La invasión de las península de Crimea por parte del 11.º Ejército alemán, al mando del general Erich von Manstein, hacía insostenible la defensa de Odesa con lo que el Alto Mando soviético ordenó la retirada al puerto de Sebastopol, retirada que se realizó de forma ordenada y con pocas bajas.
En el período del 1 de octubre al 16 de octubre de 1941, 86 000 militares, 15 000 civiles, 19 tanques y vehículos blindados, 462 cañones, 1158 vehículos, 3625 caballos y 25 000 toneladas de carga militar fueron evacuados de Odesa.

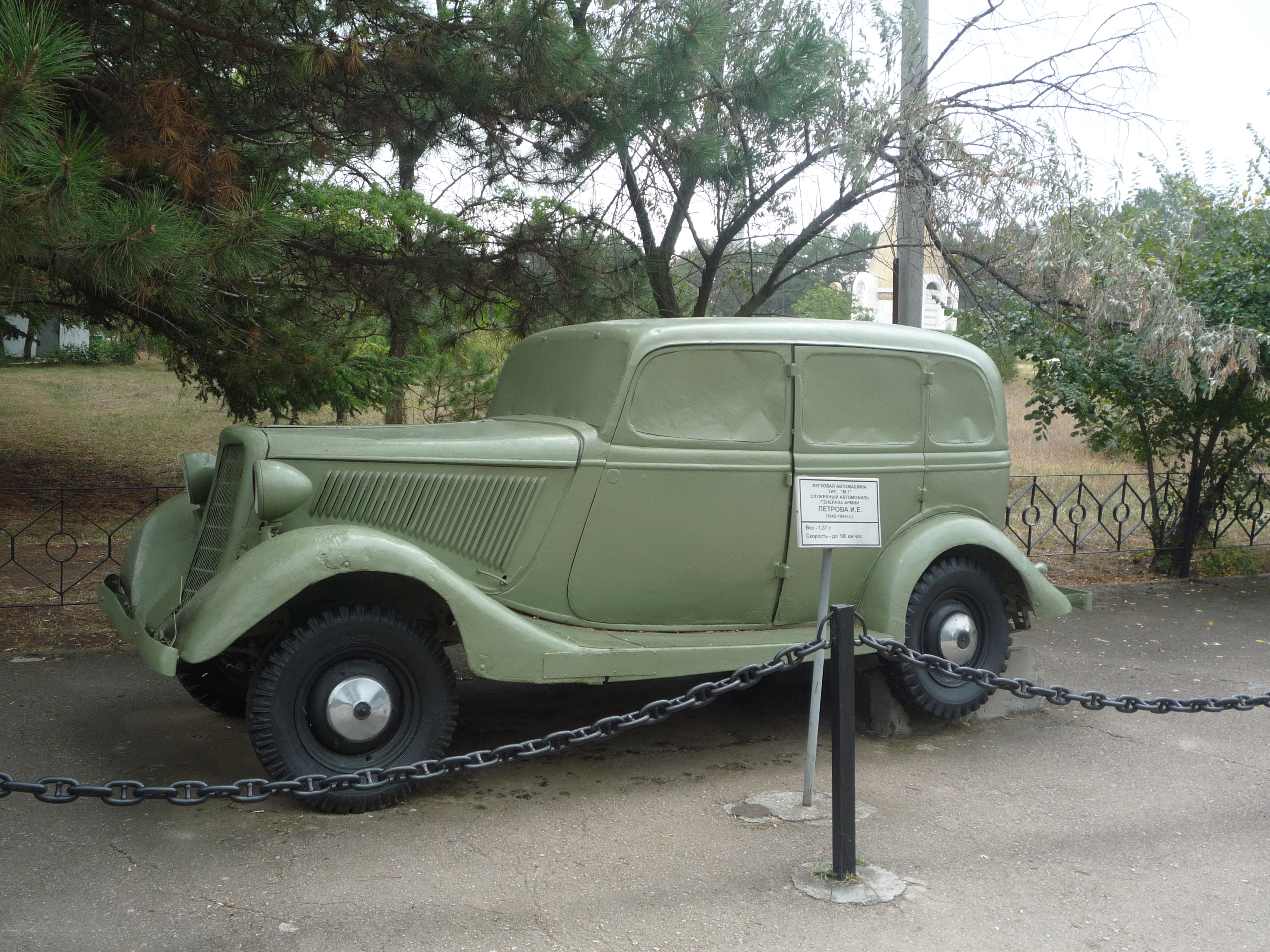
Coche del Estado Mayor del General Petrov en Sebastopol

Del 30 de octubre de 1941 al 7 de julio de 1942 fue el oficial soviético encargado de la Defensa de Sevastopol, al mando del Ejército Costero Independiente y del 44.º Ejército ambos integrados en el Distrito de Defensa de Sebastopol encargado de la defensa de la ciudad. Las tropas bajo su mando y los marineros de la Flota del Mar Negro al mando del vicealmirante Filip Oktiabrski, rechazaron dos ofensivas del 11.º Ejército alemán bajo el mando del Generaloberst Erich von Manstein.
Hasta el verano de 1942, las tropas soviéticas en el área defensiva de Sebastopol lograron inmovilizar un gran número de tropas alemanas y rumanas. Sin embargo, el 7 de julio, dándose cuenta de que la resistencia era ya insostenible y las dificultades de aprovisionamientos inasumibles, el STAVKA ordenó la evacuación en submarinos de la ciudad. Sin embargo solo algunos oficiales y un puñado de heridos y refugiados fueron capaces de huir de Sebastopol antes de la caída de la ciudad. Debido a la derrota y a su incapacidad para salvar a los defensores de la ciudad, antes de la evacuación, Petrov intentó suicidarse, pero sus ayudantes se lo impidieron. El 14 de octubre de 1942 fue ascendido a teniente general.
En marzo de 1943 fue nombrado jefe de Estado Mayor, y en mayo está al mando del Frente del Cáucaso Norte. Con dicho frente participó en la batalla del Cáucaso. En estos puestos se distinguió en batallas en la defensa del Cáucaso, jugó un papel especialmente significativo durante la defensa de la ciudad de Tuapse. Posteriormente, el frente participó exitosamente en la Operación Novorosíisk-Taman, combatiendo por la liberación de la península de Tamán y de las ciudades de Maikop, Krasnodar y Novorosíisk, en la región de Kubán, en el Caucaso Norte. El 27 de agosto de 1943 fue ascendido a coronel general y el 9 de octubre a general de ejército.
El 20 de noviembre de 1943 por la directiva de la STAVKA (Estado Mayor) del VGK (Comité Gubernamental Militar) del 15 de noviembre de 1943 se reorganizó el Frente del Cáucaso Norte como Ejército Costero Independiente. El 3 de febrero de 1944 debido a la infructuosa realización de una serie de operaciones durante la Operación Kerch-Eltigen (incluido el desembarco en el cabo Tarjan y el desembarco anfibio en el puerto de Kerch), se le ordenó que cediera el mando del Ejército Costero Independiente al general Andréi Yeriómenko, fue trasladado a la reserva del Cuartel General del Mando Supremo y degradado a coronel general.

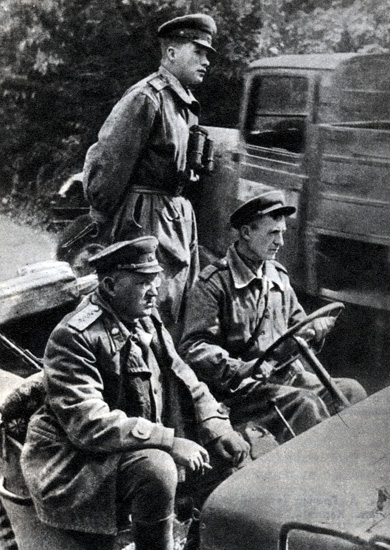
El comandante del Cuarto Frente Ucraniano Iván Petrov durante los combates en los montes Cárpatos en el otoño de 1944

Desde el 13 de marzo de 1944 estuvo al mando del 33.º Ejército en el Frente Oeste y a partir del 12 de abril fue nombrado comandante del Segundo Frente Bielorruso, en el área de Maguilov. Aunque el comisario político del Segundo Frente Bielorruso, el coronel general Lev Mejlis, convenció a Stalin de que Petrov estaba enfermo y era incapaz de asumir dicho puesto, por lo que fue reemplazado por el teniente general Gueorgui Zajárov, que había tenido un papel protagonista durante la liberación de Crimea.
El 6 de agosto ocupó el puesto de comandante del Cuarto Frente Ucraniano, este frente fue creado a partir del ala izquierda del Primer Frente Ucraniano, específicamente del 1.er Ejército de Guardias, el 18.º Ejército y el 8.º Ejército Aéreo. Su tarea consistía en luchar en los Cárpatos; para ello, parte de las unidades del frente se sometieron a un entrenamiento especial de montaña. Con este frente participó en la Ofensiva de los Cárpatos Orientales (8 de septiembre-28 de octubre de 1944) que supuso la liberación de la Rutenia subcarpática (actualmente óblast de Zakarpatia en Ucrania) y parte del este de Eslovaquia, en la Ofensiva de los Cárpatos Occidentales (enero-febrero de 1945) y en la Ofensiva de Moravia-Ostrava (marzo-mayo de 1945), tras estas ofensivas las tropas de su frente habían liberado prácticamente toda Checoslovaquia y se encontraban en una posición muy ventajosa para liberar Praga. El 26 de octubre de 1944 fue nuevamente ascendido a general del ejército.
El 28 de marzo de 1945, fue destituido del mando del Cuarto Frente Ucraniano debido a deficiencias en la planificación y ejecución de la ofensiva de Moravia-Ostrava y sustituido por el general de ejército Andréi Yeriómenko, quien se mantendría al mando del frente hasta el final de la guerra.
En abril de 1945, fue nombrado jefe del Estado Mayor del Primer Frente Ucraniano, puesto desde el que participaría en la Batalla de Berlín y posteriormente en la batalla de Praga, debido a su iniciativa y valentía, el 29 de mayo de 1945, el general del ejército Iván Petrov fue condecorado con la Estrella de Oro de Héroe de la Unión Soviética.

### Posguerra
Después de la guerra, a partir del 9 de julio de 1945, comandó las tropas del Distrito Militar de Turquestán. Luego, a partir de julio de 1952, fue el primer inspector jefe adjunto del ejército soviético y abril de 1953 ocupó el puesto de jefe de la Dirección Principal de Combate y Entrenamiento Físico del Ministerio de Defensa de la URSS. En marzo de 1955 fue nombrado primer comandante en jefe adjunto de las fuerzas terrestres de la URSS, puesto que ocupó hasta enero de 1956, cuando fue nombrado Inspector jefe del Ministerio de Defensa de la URSS. Su último puesto en el Ejército, en junio de 1957, fue el de asesor científico principal del viceministro de Defensa de la URSS.
Además de su faceta como militar fue diputado de las II y III convocatorias del Sóviet Supremo de la Unión Soviética (1946-1950 y 1950-1954).
Iván Petrov murió en Moscú el 7 de abril de 1958 a los 61 años y fue enterrado en el cementerio Novodévichi (sección 5).

## Promociones
- Kombrig (26 de noviembre de 1935)
- Komdiv (11 de abril de 1939)

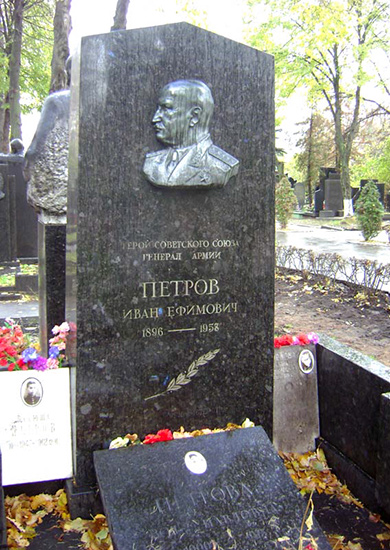
Tumba del general de ejército Iván Petrov en el cementerio Novodévichi en Moscú

- Mayor general (4 de junio de 1940)
- Teniente general (14 de diciembre de 1942)
- Coronel general (27 de agosto de 1943)
- General del ejército (9 de octubre de 1943)
- Degradado a coronel general (3 de marzo de 1944)
- General del ejército (26 de octubre de 1944)[3]

## Condecoraciones
Durante su carrera militar recibió las siguientes condecoraciones:
Unión Soviética
- Héroe de la Unión Soviética (29 de mayo de 1945)
- Orden de Lenin, cinco veces (1942, 1945, 1945, 1950, 1956)
- Orden de la Estrella Roja (1941)
- Orden de la Bandera Roja, cuatro veces (?, 1942, 1944, 1948)
- Orden de Suvórov de 1.er grado (1943)
- Orden de Kutúzov de 1.er grado (1943)
- Orden de la Bandera Roja del Trabajo
- Medalla por la Defensa de Sebastopol
- Medalla por la Defensa de Odesa
- Medalla por la Defensa del Cáucaso
- Medalla por la Victoria sobre Alemania en la Gran Guerra Patria 1941-1945
- Medalla por la Conquista de Berlín
- Medalla por la Liberación de Praga
- Medalla del 20.º Aniversario del Ejército Rojo de Obreros y Campesinos
- Medalla del 30.º Aniversario de las Fuerzas Armadas de la URSS
- Medalla del 40.º Aniversario de las Fuerzas Armadas de la URSS

Otros países
- Cruz por Servicio Distinguido (Estados Unidos)
- Orden del León Blanco (Checoslovaquia)
- Cruz de la Guerra de Checoslovaquia (1939 - 1945)
- Orden Virtuti Militari (República Popular de Polonia)
- Orden de la Cruz de Grunwald de 3.er grado (República Popular de Polonia)
- Medalla por el Oder, Neisse y el Báltico (República Popular de Polonia)
- Medalla de la Victoria y la Libertad 1945  (República Popular de Polonia)
- Orden al Mérito de la República Popular de Hungría